# Copley Square
Pour les articles homonymes, voir Copley.

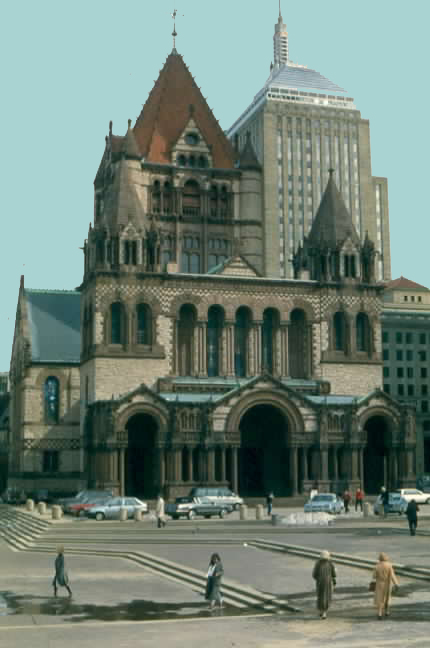
Trinity Church

Copley Square est une place publique du quartier de Back Bay à Boston.  

## Monuments et bâtiments notables
- Trinity Church
- Boston Public Library
- Old South Church
- John Hancock Tower